# The Day I Died: Unclosed Case
The Day I Died: Unclosed Case (en hangul, 내가 죽던 날; romanización revisada, Naega Jugdeon Nal) es una película surcoreana de 2020 dirigida por Park Ji-wan en su debut como directora. La película está protagonizada por Kim Hye-soo, Lee Jung-eun, Roh Jeong-eui y Kim Sun-young, es una historia misteriosa y sobre una niña desaparecida que supuestamente murió de un acantilado en una noche oscura y tormentosa. La película se estrenó en cines el 12 de noviembre de 2020.

## Sinopsis
Se-jin ( Roh Jeong-eui ) desaparece en una noche oscura y tormentosa, dejando solo sus zapatos y su última voluntad en un acantilado. Kim Hyun-soo ( Kim Hye-soo ) es la policía asignada para investigar el caso, pero debido al mal tiempo, no se puede encontrar el cuerpo de Se-jin y el caso permanece abierto. Los detectives locales simplemente descartan la muerte de Se-jin como un suicidio. Hyeon-soo tiene que encontrar la verdad detrás de la sospechosa desaparición de la adolescente. La historia se entrecruza con la propia historia de la detective que debe enfrentarse a su divorcio y con la de Suncheondaek, una mujer de la isla que acoge a la niña y la protege.

## Reparto
- Kim Hye-soo como Kim Hyun-soo[4]
- Lee Jung-eun como Suncheondaek[5]
- Roh Jeong-eui como Se-jin[6]
- Kim Sun-young[7] Min-jeong
- Lee Sang-yeob como Hyeong-joon
- Moon Jung-hee como Jeong-mi.[8]
- Yoon Byung-hee
- Park Ji-hoon como Yong-jin

## Producción
Producción: Jang Jin-Seung, Kwon Nam-Jin y Kim Han-Gil. Empresas productoras: Oscar 10 Studio y Storypong.

## Distribución
La película fue invitada en el 25 ° Festival Internacional de Cine Fantástico de Bucheon celebrado en julio de 2021 para competir en la sección Bucheon Choice Features. También fue invitada en el 23º Festival Internacional de Cine de Mujeres de Seúl en la sección New Wave y se proyectó el 28 de agosto de 2021 y en el IV Festival de Cine por Mujeres de noviembre de 2021.

## Premios
- 57th Baeksang Arts Awards (2021) al mejor guion para Park Ji-wan[12]